# Isoperla bilineata
Isoperla bilineata is een steenvlieg uit de familie Perlodidae. De wetenschappelijke naam van de soort is voor het eerst geldig gepubliceerd in 1823 door Say.